# タイヨーカセイ
タイヨーカセイ株式会社（たいよーかせい かぶしきがいしゃ　英称:Taiyokasei CO., LTD.）は、かつて埼玉県さいたま市南区に存在していたグラスファイバーの加工メーカーである。

## 沿革
- 1989年（平成元年）5月1日 - 創業[1]
- 2017年（平成29年）8月1日 - タイヨーテクノに吸収合併され解散[2]

## 事業所
- 本社 - 埼玉県さいたま市南区松本11番8号
- 広島工場 - 広島県尾道市因島重井町字塚浜5800番地32
- 九州工場 - 福岡県田川市夏吉4003番地1
- マレーシア事業所 - マレーシアケダ州スンガイ・プタニ市